# Stylogyne laevigata
Stylogyne laevigata är en viveväxtart som först beskrevs av Carl Friedrich Philipp von Martius, och fick sitt nu gällande namn av Carl Christian Mez. Stylogyne laevigata ingår i släktet Stylogyne och familjen viveväxter. Inga underarter finns listade i Catalogue of Life.